# Greyhound – Schlacht im Atlantik
Greyhound – Schlacht im Atlantik (Originaltitel: Greyhound) ist ein Kriegsdrama von Aaron Schneider, das am 10. Juli 2020 auf Apple TV+ seine Premiere feierte. Der Film basiert auf dem Roman Konvoi 1943 (eng. The Good Shepherd) von Cecil Scott Forester aus dem Jahr 1955. Er folgt dem ersten Einsatz eines US Navy Commanders bei einem von U-Booten attackierten Geleitzug während der Atlantikschlacht im Jahr 1942.

## Handlung
Im Februar 1942, kurz nach dem Eintritt der Vereinigten Staaten in den Zweiten Weltkrieg, wird Commander Krause das Kommando über den hochmodernen, mit Radar ausgestatteten Zerstörer der Fletcher-Klasse USS Keeling mit dem Rufnamen Greyhound übertragen; es ist sein erstes Kommando. Bei der Nordatlantiküberquerung mit dem Ziel Liverpool kommandiert er die Geleitsicherung des Geleitzugs HX-25 von 37 alliierten Truppen- und Versorgungsschiffen. Zu ihr gehören neben der USS Keeling der polnische Zerstörer ORP Viktor (Rufname Eagle), der britische Zerstörer HMS James (Rufname Harry) und die kanadische Korvette HMCS Dodge (Rufname Dicky). Bei der Überfahrt muss der Konvoi ein Gebiet ohne Luftunterstützung durchqueren, was etwa fünf Tage dauert. Als die europäische Luftunterstützung noch 50 Stunden entfernt ist, vernimmt die Greyhound per Radar das Signal eines deutschen U-Bootes und verfolgt es per Sonar. Mithilfe von Wasserbomben kann das feindliche U-Boot zwar zerstört werden, doch nur wenig später vermelden die anderen Kriegsschiffe ein sich von vorne näherndes Wolfsrudel aus fünf U-Booten, während am Ende des Konvois das griechische Handelsschiff Despotiko durch ein weiteres U-Boot versenkt wird.
Die Greyhound eskortiert daraufhin zunächst das Rettungsschiff Cadena, welches 42 Überlebende der Despotiko einsammelte und dadurch zurückfiel, ehe sie an die Spitze des Konvois zurückkehrt, um sich auf den von den Deutschen über Funk angekündigten nächtlichen Angriff vorzubereiten. Als dieser schließlich erfolgt, kommt es im Gefecht zu einem großen Durcheinander: die Greyhound rammt beinahe ein anderes Schiff und wird durch Eigenbeschuss von Dicky getroffen. Ein U-Boot stößt einen Bold-Täuschkörper aus, an welchem die Greyhound ihre Wasserbomben verschwendet. Als schließlich ein Öltanker in Flammen aufgeht und sich Teile der Besatzung ins Meer retten, gleichzeitig jedoch auch Handelsschiffe am Ende des Konvois um Beistand bitten, muss sich Commander Krause entscheiden, wem er zuerst hilft. Seine Entscheidung fällt auf die Rettung der Schiffbrüchigen des Tankers, während andere Handelsschiffe versenkt werden. Zu Krauses Enttäuschung können nur vier Besatzungsmitglieder lebendig gerettet werden.
Am nächsten Morgen werden die Ausmaße der Nacht bekannt: fünf Schiffe wurden versenkt, zwei weitere beschädigt. Insgesamt wurden mindestens 210 Personen getötet, zudem haben die Geleitschiffe nur noch geringe Reserven an Wasserbomben und Treibstoff. Aus diesem Grund entscheidet sich Krause dazu, über Funk Kontakt zur britischen Admiralität aufzunehmen und um zeitnahe Luftunterstützung sowie einen anderen Treffpunkt zu bitten, wohl wissend, dass auch die deutschen U-Boote den Funkruf und damit die Notlage des Konvois mitbekommen könnten. Als die geforderte Luftunterstützung nur noch zwei Stunden entfernt ist, kommt es zu einem finalen Angriff durch das Wolfsrudel. Als die Greyhound und Dicky sich mit einem zum Auftauchen gezwungenen U-Boot ein Gefecht mit Geschützen liefern, kommen auf der Greyhound drei Besatzungsmitglieder ums Leben. Während ihrer Seebestattung wird die Eagle von einem U-Boot versenkt. In höchster Not erscheint ein alliiertes Flugzeug und zerstört ein deutsches U-Boot mit Wasserbomben. Im Anschluss erreicht ein Zerstörerverband der Royal Navy unter der Leitung der HMS Diamond den Konvoi und löst die drei verbliebenen Kriegsschiffe ab. Der Kapitän der Diamond lobt Krause in einem Funkspruch, weil er lediglich sieben Schiffe verloren und vier U-Boote versenkt hat. Die Greyhound, Dicky und Harry steuern daraufhin den Marinestützpunkt Londonderry an und werden von den Besatzungen und Passagieren der vorbeifahrenden Schiffe des Konvois mit Winken und Jubelrufen verabschiedet.

## Vorlage und Historisches
Der Film basiert auf dem Roman The Good Shepherd von Cecil Scott Forester von 1955, der in einer deutschen Übersetzung unter dem Titel Konvoi 1943 erschien. Forester arbeitete längere Zeit als Korrespondent der Times in London, während des Spanischen Bürgerkriegs in Spanien, und in Prag. Während des Zweiten Weltkriegs arbeitete Forester für das Informationsministerium in Washington, D.C.

## Produktion

### Stab, Besetzung und Filmmusik
Regie führte Aaron Schneider, der 2004 für seinen Kurzfilm Two Soldiers mit dem Oscar ausgezeichnet wurde. Es handelt sich nach Am Ende des Weges – Eine wahre Lügengeschichte  aus dem Jahr 2009 um den zweiten Spielfilm, bei dem Schneider auf dem Regiestuhl Platz nahm. Drehbuchautor und Hauptdarsteller Tom Hanks adaptierte mit Foresters Konvoi 1943 (eng. The Good Shepherd) erstmals einen Roman für einen Film. Hanks übernahm zudem als Commander Ernest Krause zum ersten Mal seit Der Soldat James Ryan wieder eine Hauptrolle in einem Spielfilm über den Zweiten Weltkrieg. In weiteren Rollen sind Elisabeth Shue, Manuel Garcia-Rulfo und Stephen Graham zu sehen.
Die Filmmusik komponierte Blake Neely. Das Soundtrack-Album, das 18 Musikstücke umfasst, wurde am 10. Juli 2020 von Lakeshore Records zum Herunterladen veröffentlicht.

### Dreharbeiten und Ausstattung

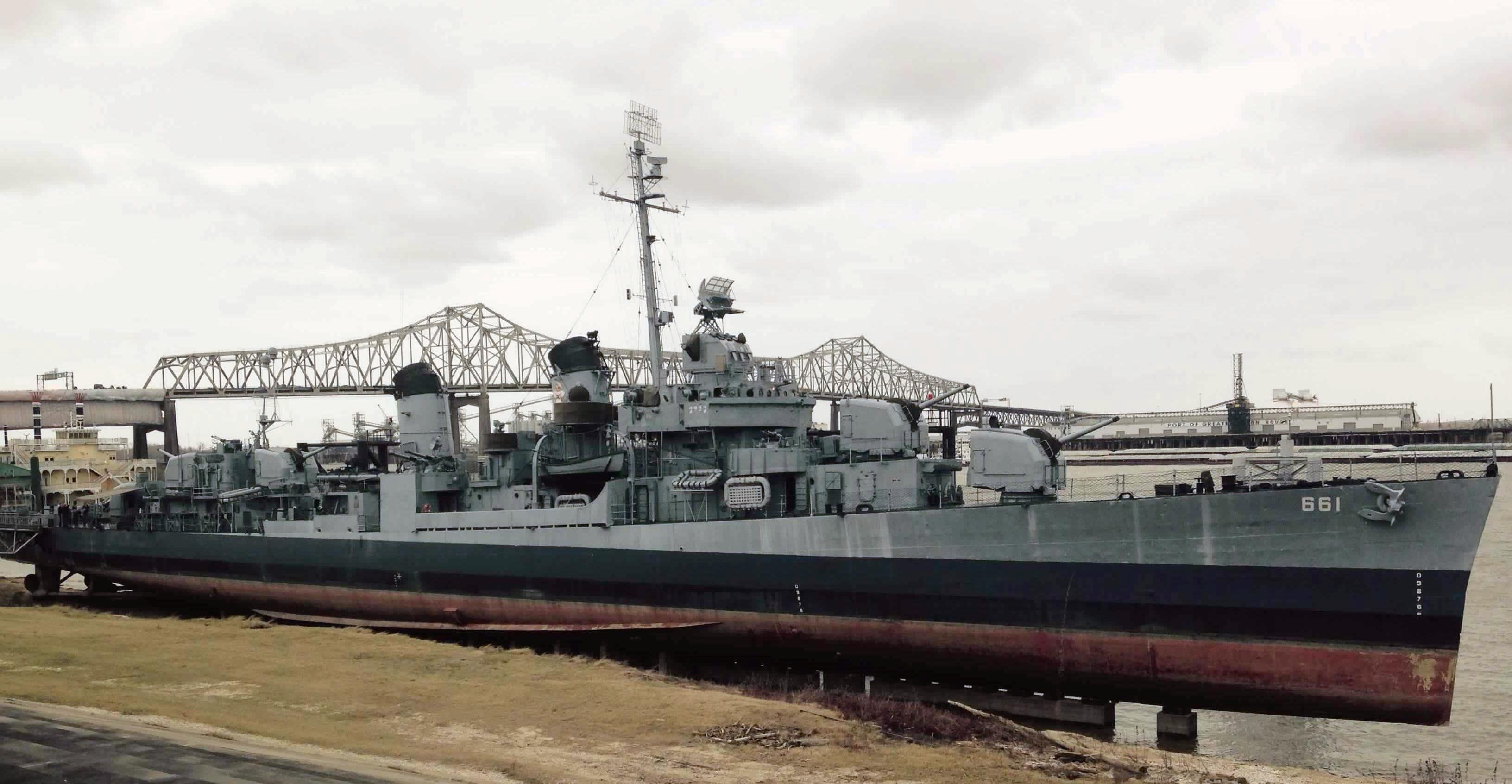
Das in Baton Rouge liegende Museumsschiff USS Kidd gehört zu den National Historic Landmarks

Die Dreharbeiten fanden in Baton Rouge in Louisiana statt, wo man das Museumsschiff USS Kidd nutzte, das am Mississippi liegt. Das Schiff ist der einzige US-Zerstörer, der sich noch im Zustand des Zweiten Weltkriegs befindet, und gehört zu den National Historic Landmarks, Stätten in den USA, die als besonders bedeutend eingestuft wurden. Als Kameramann fungierte Shelly Johnson.

### Marketing und Veröffentlichung
Anfang März 2020 stellte Sony einen ersten Trailer vor. Der Film sollte ursprünglich am 7. Mai 2020 in die deutschen Kinos kommen. Ein Starttermin am darauffolgenden Tag in den USA wurde wegen der Coronavirus-Pandemie-Maßnahmen auf unbestimmte Zeit verschoben. Später wurde bekannt, dass sich Apple für rund 70 Millionen US-Dollar die Vertriebsrechte des Filmes sicherte, um ihn exklusiv beim eigenen Video-on-Demand-Dienst Apple TV+ anbieten zu können. Dort ist Greyhound seit dem 10. Juli 2020 in mehr als einhundert Ländern verfügbar. Mit den Worten „Es bricht einem das Herz“ kommentierte Tom Hanks die Tatsache, dass der Film wegen der erwähnten Maßnahmen nicht in den Kinos gezeigt wurde. In Deutschland wurde die deutsch synchronisierte Fassung erst ca. zehn Tage später veröffentlicht.

## Synchronisation
Die deutsche Synchronisation entstand nach einem Dialogbuch von Tobias Neumann und unter der Dialogregie von Dietmar Wunder im Auftrag von FFS Film- & Fernseh-Synchron.
| Darsteller         | Synchronsprecher  | Rolle                             |
| ------------------ | ----------------- | --------------------------------- |
| Tom Hanks          | Joachim Tennstedt | Commander Ernest Krause           |
| Stephen Graham     | Olaf Reichmann    | Lieutenant Commander Charlie Cole |
| Elisabeth Shue     | Maud Ackermann    | Evelyn „Evie“ Frechette           |
| Rob Morgan         | Matti Klemm       | George Cleveland                  |
| Michael Benz       | Florian Clyde     | Lieutenant Carling                |
| David Maldonado    | Michael Iwannek   | Dr. Temme                         |
| Tom Brittney       | Julian Tennstedt  | Lieutenant Watson                 |
| Jake Ventimiglia   | Bernd Egger       | Harry Fippler                     |
| Thomas Kretschmann | Dietmar Wunder    | Grauer Wolf                       |

## Rezeption

### Kritiken
Greyhound – Schlacht im Atlantik konnte 79 Prozent der Kritiker bei Rotten Tomatoes überzeugen und erhielt bei Metacritic einen Metascore von 64 von 100 möglichen Punkten.
Owen Gleiberman von Variety zieht in seiner Kritik ein positives Fazit. Tom Hanks übernehme von der ersten Sekunde an das schauspielerische Kommando und verleihe dem Film trotz seiner eher minimalistischen Darstellung Emotionen, indem er hinter seinem festen Gesichtsausdruck immer wieder Angst oder Aggression aufblitzen lasse. Andere Nebenfiguren seien hingegen etwas dünn charakterisiert, was im Kontext jedoch nicht fehl am Platz wirke. Unter diesen würden einzig Stephen Graham und Rob Morgan herausstechen. Positiv sei zudem, dass der Krieg selbst mit viel Spektakel zur Hauptfigur gemacht werde, da es kein unnötiges Drumherum gebe, sondern der Film sich – mit kleinen Durchhängern – fast ausschließlich auf Kampfhandlungen beschränke. So fühle sich Greyhound – Schlacht im Atlantik eng und angespannt wie ein U-Boot-Thriller an. Dabei seien militärische Details, wie realistisch animierte Kriegsschiffe, noch wirkungsvoller als die Dramaturgie selbst. Als Fazit zieht Gleiberman, obwohl der Film nicht auf wahren Begebenheiten basiert, fühle sich das Seedrama echt an und liefere eine realistische Antwort auf die Frage, wie es war, im Zweiten Weltkrieg zu kämpfen.
Auch David Rooney vom Hollywood Reporter konnte vom Film überzeugt werden. Greyhound – Schlacht im Atlantik sei ein altmodischer, straffer Actionthriller, der den Fokus fast ausschließlich auf die höllischen Ereignisse der Reise lege. Die Geschichte werde dabei auf das Wesentliche reduziert, sodass das Publikum vollständig in den Kampf versetzt werde. Hanks verkörpere seine Rolle mit Zielstrebigkeit und Überzeugung, aber auch bewegende Menschlichkeit, Glaube und Angst kämen durch ihn zum Tragen, wodurch der Film ebenso eine Charakterstudie über Ernest Krause sei. Zwischen den aufregenden, dichten und schnellen Kampfsequenzen auf offener See gebe es als Kontrast ein gutes Zwischenspiel zwischen Hanks und Morgan, bei der sowohl die historische Rassentrennung als auch der gegenseitige Respekt zwischen Personen von verschiedenen Enden der Rangordnung thematisiert werden. Ebenso hebt Rooney die guten Unterwasseraufnahmen, das Sounddesign, die zurückhaltende Musik und die soliden Computereffekte positiv hervor. Einziger Kritikpunkt des Films seien für ihn die deutschen Funksprüche, die fehl am Platz wirken würden.
Lars-Olav Beier vom Spiegel steht dem Film hingegen deutlich kritischer gegenüber. So führt er aus, das Ziel der porträtierten Figuren sei es, möglichst viele Deutsche zu töten; die Menschlichkeit bleibe dabei auf der Strecke. Das dramaturgische Grundproblem sei dabei, dass die Greyhound deutsche U-Boote angreife, während es diese vor allem auf Frachtschiffe abgesehen hätten. So komme es zunächst nicht zu einer direkten Konfrontation. Des Weiteren fokussiere sich der Film zu sehr auf die Greyhound und insbesondere auf Commander Krause, sodass der Film weder die Deutschen noch das Ertrinken von unzähligen Seeleuten zeige. Stattdessen würden allein Statistiken zählen, wobei vergessen werde, dass es um Menschenleben geht. Weitere Kritikpunkte seien für Beier das glasklar gezeichnete Feindbild sowie die dürftige Qualität der visuellen Effekte.
Auch Felicitas Kleiner vom Filmdienst kommt zu einem negativen Urteil. Zwar bemühe sich der Film um historischen Realismus, komme schnell zum Punkt und habe eine altmodische Kriegsdarstellung; das Drehbuch habe allerdings deutliche Schwächen. So sei Commander Krause zwar ein sympathischer, standhafter und bescheidener Mann, der seine eigene Angst und Schwäche herunterschlucke, um für seine Mannschaft da zu sein, aber auch statisch und ohne charakterliche Entwicklung oder emotionale Reibungsfläche. Die Inszenierung der Kämpfe sei nicht packend und brutal genug, um die Zuschauer hautnah in die Kampfhandlung hineinzuwerfen. Ebenso seien kryptisch herumgebrüllte Informationen sowie Kommandos und die dürftigen visuellen Effekte Schwachstellen des Films. So bleibe am Ende nur noch die Nostalgie über Zeiten, in denen die Vereinigten Staaten für das Gute, Freiheit und Demokratie standen, was im Film durch ein christlich-religiös aufgeladenes Bild vom guten Hirten gegen die bösen Wölfe vermittelt werde.

### Auszeichnungen
British Academy Film Awards 2021
- Nominierung für den Besten Ton
- Nominierung für die Besten visuellen Effekte[15]

Cinema Audio Society Awards 2021
- Nominierung in der Kategorie „Realfilm“[16]

Critics’ Choice Movie Awards 2021
- Nominierung für die Besten visuellen Effekte[17]

Critics’ Choice Super Awards 2021
- Nominierung als Bester Actionfilm
- Nominierung als Bester Schauspieler in einem Actionfilm (Tom Hanks)[18]

Golden Reel Awards 2021
- Auszeichnung für den Besten Tonschnitt bei Effekten
- Nominierung für den Besten Tonschnitt bei Dialogen[19][20]

Oscarverleihung 2021
- Nominierung für den Besten Ton (Warren Shaw, Michael Minkler, Beau Borders und David Wyman)

People’s Choice Awards 2020
- Nominierung als Bestes Filmdrama des Jahres
- Nominierung als Bester Filmschauspieler (Tom Hanks)
- Nominierung als Bester Schauspieler in einem Filmdrama (Tom Hanks)[21]

Satellite Awards 2020
- Nominierung für die Besten visuellen Effekte (Nathan McGuinness & Pete Bebb)

VES Awards 2021
- Nominierung für die Beste Simulation von Effekten in einem Realfilm
- Nominierung für das Beste Compositing in einem Film[22]

## Fortsetzung
Im April 2022 wurde bekannt, dass Apple TV+ und die von Hauptdarsteller Tom Hanks gegründete Produktionsfirma Playtone an einer Fortsetzung zu Greyhound arbeiten.